# Шершни (Усвятский район)
 Шершни — деревня в Усвятском районе Псковской области России. Входит в состав Усвятской волости.

## География
Находится на юге региона, в южной части района, вблизи государственной границей с Республикой Беларусь (Городокский район, Витебская область), на реке Овсянка, в 11 км к югу от райцентра Усвяты.
Уличная сеть не развита.

## История
С января 1995 до июля 2010 года деревня входила в состав ныне упразднённой Чеснорской волости в качестве её административного центра.

## Население
| 2001 | 2002 | 2010 |
| ---- | ---- | ---- |
| 214  | ↘180 | ↘146 |

## Инфраструктура
Личное подсобное хозяйство.

## Транспорт
Автодорога регионального значения 58К-587.